# Z kresów do peczorskich łagrów
Z kresów do peczorskich łagrów – powieść autobiograficzna Mieczysława Kumorka, w której autor opisuje swoje wspomnienia z łagrów sowieckich.
Powieść obejmuje okres od października 1939 r. do lata 1941 r. Zawarte są w niej wspomnienia młodego chłopaka, tuż po maturze, i droga jaką musiał przebyć od czasu aresztowania go przez sowietów, poprzez pobyt w więzieniu (opis przesłuchań i  tortur), aż po pobyt w łagrze i niespodziewane uwolnienie. Karę odbywał w kamieniołomach (w republice Komi) w nieludzkich warunkach gdzie panowały: zimno, choroby, głód, katorżnicza praca i poniżanie człowieka. Autor opisuje również próby obrony godności ludzkiej oraz siłę odwagi i wiary w człowieczeństwo.